# Lars Hermodsson
Lars Fritiof Heinrich Hermodsson, född 5 oktober 1916 i Orsa församling, Kopparbergs län, död 5 februari 2006 i Helga Trefaldighets församling, Uppsala, var en svensk germanist. Han var bror till Olle och Elisabet Hermodsson.
Hermodsson, som var son till bergsingenjör Harald Hermodsson och Amalie Fausel, avlade studentexamen i Uppsala 1935, blev filosofie licentiat 1946, filosofie doktor 1952, docent i tyska språket vid Uppsala universitet 1952 och var professor där från 1960.
Hermodsson var motståndare till nazismen och vid Bollhusmötet i Uppsala den 17 februari 1939 förespråkade han som studentpolitiker att Sverige av humanitära skäl skulle ta emot förföljda judiska läkare från Nazityskland. Han är begravd på Uppsala gamla kyrkogård.